# Аднан, Юссеф
Юссе́ф Адна́н (фр. Youssef Adnane; 16 июля 1985, Мюлуз, Эльзас) — французский футболист марокканского происхождения, нападающий. Завершил профессиональную карьеру в 2017 году.

## Карьера
Начинал постигать азы футбола в юношеской системе клуба из родного города «Мюлуз». В сезоне 2004/05 дебютировал в его составе во втором любительском чемпионате Франции. Следующий сезон начал в клубе Второй лиги «Брест», но зимой был отдан в аренду в «Шательро» из Третьей лиги.
Проведя за «Брест» в первой половине следующего сезона всего 3 игры без забитых голов, Аднан был отправлен на полтора сезона в другой клуб из Третьей лиги — «Шербур», где забил 33 гола в 50 матчах, остановившись в шаге от выхода во Вторую лигу в сезоне 2007/08. Летом 2008 года Юссеф перешёл в клуб Первой лиги «Кан».

## Достижения
«Шербур»:
- Лучший бомбардир Лиги 3: 2007/08 (19 голов)